# Plaza's
Automercados Plaza's o simplemente el Plaza's es una cadena de supermercados de Venezuela con base en Caracas. Posee 21 sucursales y 3 ServiPlaza's, principalmente en Caracas y en Valencia. Es una de las cinco mayores cadenas de supermercados de Venezuela, está dirigida especialmente a la clase media alta. Su eslogan es Calidad y buen servicio. Clase Aparte.
Fue inaugurado en 1963 con el nombre de supermercados El Prado como una empresa familiar, posteriormente cambió su nombre a supermercados Prados del Este. En 1969 abrió el segundo supermercado y la empresa continuó creciendo aunque cada local poseía un nombre distinto que no los identificaba bajo la misma bandera. En 1994 es inaugurado el sexto local de la red, el Automercados Plaza's Terrazas del Ávila ubicado al este de Caracas, desde entonces se decidió adoptar la denominación Plaza's para todos sus establecimientos.
En 2001 la cadena inauguró tres nuevas sucursales alcanzando un total de 21 sucursales.